# Kamerun i olympiska sommarspelen 1996
Kamerun deltog i de olympiska sommarspelen 1996 med en trupp bestående av 15 deltagare, men ingen av landets deltagare erövrade någon medalj.

## Boxning
| Idrottare            | Gren          | Sextondelsfinal        | Åttondelsfinal        | Kvartsfinal          | Semifinal            | Final                |
| Idrottare            | Gren          | Motståndare Resultat   | Motståndare Resultat  | Motståndare Resultat | Motståndare Resultat | Motståndare Resultat |
| -------------------- | ------------- | ---------------------- | --------------------- | -------------------- | -------------------- | -------------------- |
| Elvis Konamegui      | Fjädervikt    | Gevorgyan (ARM) L 10-3 | Gick inte vidare      | Gick inte vidare     | Gick inte vidare     | Gick inte vidare     |
| Ernest Atangana Mboa | Weltervikt    | Santos (PUR) L (RSC-1) | Gick inte vidare      | Gick inte vidare     | Gick inte vidare     | Gick inte vidare     |
| Bertrand Tietsia     | Mellanvikt    | Mun (KOR) W 12-2       | Magee (IRL) L 11-6    | Gick inte vidare     | Gick inte vidare     | Gick inte vidare     |
| Paul Mbongo          | Lätt tungvikt | Odhiambo (KEN) W 15-6  | Amos-Ross (CAN) L 7-3 | Gick inte vidare     | Gick inte vidare     | Gick inte vidare     |

## Brottning
Fristil
| Brottare           | Gren                | Omgång 1              | Omgång 2             | Kvartsfinal          | Semifinal            | Final                | Återkval Omgång 1    | Återkval Omgång 2    | Återkval Omgång 3    | Återkval Omgång 4    | Återkval Omgång 5    | Brons- match         |
| Brottare           | Gren                | Motståndare Resultat  | Motståndare Resultat | Motståndare Resultat | Motståndare Resultat | Motståndare Resultat | Motståndare Resultat | Motståndare Resultat | Motståndare Resultat | Motståndare Resultat | Motståndare Resultat | Motståndare Resultat |
| ------------------ | ------------------- | --------------------- | -------------------- | -------------------- | -------------------- | -------------------- | -------------------- | -------------------- | -------------------- | -------------------- | -------------------- | -------------------- |
| Anthony Avon Blume | Weltervikt, fristil | Paskalev (BUL) L 10-0 | Gick inte vidare     | Gick inte vidare     | Gick inte vidare     | Gick inte vidare     | bye                  | Hohl (CAN) L 10-0    | Gick inte vidare     | Gick inte vidare     | Gick inte vidare     | Gick inte vidare     |

## Friidrott
Herrar
Bana
| Idrottare                                                                   | Gren                            | Heat omgång 1 | Heat omgång 1 | Heat omgång 2    | Heat omgång 2    | Semifinal        | Semifinal        | Final            | Final            |
| Idrottare                                                                   | Gren                            | Tid           | Placering     | Tid              | Placering        | Tid              | Placering        | Tid              | Placering        |
| --------------------------------------------------------------------------- | ------------------------------- | ------------- | ------------- | ---------------- | ---------------- | ---------------- | ---------------- | ---------------- | ---------------- |
| Benjamin Sirimou                                                            | Herrarnas 100 meter             | 10.58         | 59            | Gick inte vidare | Gick inte vidare | Gick inte vidare | Gick inte vidare | Gick inte vidare | Gick inte vidare |
| Benjamin Sirimou                                                            | Herrarnas 200 meter             | 21.00         | 52            | Gick inte vidare | Gick inte vidare | Gick inte vidare | Gick inte vidare | Gick inte vidare | Gick inte vidare |
| Alfred Moussambani Benjamin Sirimou Aimé-Issa Nthépé Claude Toukéné-Guébogo | Herrarnas 4 x 100 meter stafett | 39.81         | 20            | N/A              | N/A              | Gick inte vidare | Gick inte vidare | Gick inte vidare | Gick inte vidare |

Damer
Bana
| Idrottare                                                              | Gren                           | Heat omgång 1   | Heat omgång 1   | Heat omgång 2    | Heat omgång 2    | Semifinal        | Semifinal        | Final            | Final            |
| Idrottare                                                              | Gren                           | Tid             | Placering       | Tid              | Placering        | Tid              | Placering        | Tid              | Placering        |
| ---------------------------------------------------------------------- | ------------------------------ | --------------- | --------------- | ---------------- | ---------------- | ---------------- | ---------------- | ---------------- | ---------------- |
| Myriam Mani                                                            | Damernas 100 meter             | 11.76           | 42              | Gick inte vidare | Gick inte vidare | Gick inte vidare | Gick inte vidare | Gick inte vidare | Gick inte vidare |
| Georgette N'Koma                                                       | Damernas 200 meter             | 23.68           | 37              | Gick inte vidare | Gick inte vidare | Gick inte vidare | Gick inte vidare | Gick inte vidare | Gick inte vidare |
| Myriam Mani Georgette N'Koma Edwige Abéna Fouda Sylvie Mballa Eloundou | Damernas 4 x 100 meter stafett | Fullföljde inte | Fullföljde inte | N/A              | N/A              | N/A              | N/A              | Gick inte vidare | Gick inte vidare |

## Judo
Herrar
| Idrottare          | Gren                | Resultat |
| ------------------ | ------------------- | -------- |
| Serge Biwole Abolo | Mellanvikt (-90 kg) | 13       |